# 1353 Maartje
Maartje (asteróide 1353) é um asteróide da cintura principal com um diâmetro de 33,75 quilómetros, a 2,7418309 UA. Possui uma excentricidade de 0,0902609 e um período orbital de 1 911,08 dias (5,24 anos).
Maartje tem uma velocidade orbital média de 17,15658457 km/s e uma inclinação de 9,18944º.
Esse asteróide foi descoberto em 13 de Fevereiro de 1935 por Hendrik van Gent.